# Windows NT 3.1
Windows NT 3.1 és la primera versió de Microsoft Windows NT de la línia de servidors empresarials i sistemes operatius d'escriptori, va publicar-se el 27 de juliol de 1993. El nombre de versió es va triar perquè coincideixi amb la de Windows 3.1, fins aleshores entorn operatiu més recent de Microsoft, a més de la semblança d'aparença visual de la interfície d'usuari. Es van posar a disposició dues edicions de NT 3.1, Windows NT 3.1 i Windows NT Advanced Server. Va ser succeït per Windows NT 3.5 al setembre de 1994. Podia executar-se a CPUs Intel x86, DEC Alpha i MIPS R4000.

## Desenvolupament
El desenvolupament de Windows NT va iniciar-se el novembre de 1988, després que Microsoft va contractar un grup de desenvolupadors de Digital Equipment Corporation (DEC) liderats per Dave Cutler. Molts elements del disseny reflecteixen l'experiència anterior amb DEC VMS i RSX-11. El sistema operatiu va ser dissenyat per a funcionar amb un repoertori d'instruccions de diverses arquitectures, amb múltiples plataformes de maquinari per a cada arquitectura. Les dependències de plataforma estan ocultes en gran part de la resta del sistema per un mòdul del nucli anomenat HAL.
Windows NT va ser originalment destinat a ser OS/2 3.0, la tercera versió del sistema operatiu desenvolupat conjuntament per Microsoft i IBM. Quan Windows 3.0 va alliberar-lo el maig de 1990, va tenir tant d'èxit que Microsoft va decidir canviar la principal interfície de programació d'aplicacions per l'encara inèdit NT OS/2 (com era conegut aleshores) d'un API d'OS/2 a l'extens API de Windows. Aquesta decisió va causar tensió entre Microsoft i IBM, i en l'última instància, la col·laboració entre aquestes dues companyies es va ensorrar. Seguint el desenvolupament únicament OS/2 per IBM, mentres que Microsoft va continuar treballant en el recentment rebatejat Windows NT.
La primera demostració pública de Windows NT, en aquell moment anomenat "Windows Advanced Server per a LAN Manager", es troba en una conferència de desenvolupadors a l'agost de 1991, el producte es va anunciar oficialment a la primavera de 1993 a COMDEX (Atlanta, Geòrgia).
Les interfícies de programació d'aplicacions en Windows NT s'implementen com a subsistemes sobre les APIS natives indocumentades, que va ser el que va permetre a la tardana adopció de l'API de Windows. Windows NT va ser el primer sistema operatiu a utilitzar internament Unicode. Windows NT presenta l'API de Win32, una aplicació de 32 bits dels 16-bit de l'API de Windows. Windows 16-bit podria ser portat al nou sistema amb un mínim de canvis i una recompilació. L'API nativa de Win32 també proporciona suport per a moltes noves funcions, com la creació de xarxes i la multitasca.
El codi del projecte és únicament "NTOS", que es conserva al nom de l'arxiu del nucli de Windows NT, Ntoskrnl.exe. Des que va ser dirigit a convertir-se en la pròxima versió d'OS/2, més un nom oficial del projecte que va ser "NT OS/2". Aquest nom es conserva fins ara en alguns arxius dels kits de desenvolupament de Windows NT.

## Suport de sistemes
NT va ser dissenyat des de zero per ser portable a altres plataformes. Tot el codi del nucli i del subsistema està escrit en C i C++. Les diferències fonamentals en l'arquitectura de maquinari que no es poden resoldre mitjançant una simple recompilació (per exemple, l'arquitectura de memòria, suport de multi/uniprocessador) es va descarregar a la HAL. A més, l'arranc l'arquitectura de NT ha agafat gran iniciativa de l'ARC, en particular sobre plataformes no-x86.

### i860
Originalment, NT va estar dirigit a la CPU d'Intel i860, nom clau N10 (o "N-Deu"). Tanmateix, el i860 va estar "terriblement endarrerit", per la qual cosa l'equip de NT va utilitzar un emulador del i860 abans que el prototip dissenyat en els sistemes d'informació (nom clau DAZZLE) estigués disponible. Va fer-se suport per a altres plataformes posteriors, i finalment no va fer-se la divulgació pública de NT per a sistemes i860. La principal raó de l'orientació a i860 va ser per a millorar la portabilitat i evitar la producció d'un disseny centrat a x86.

### x86
NT 3.1 dona suport a la família Intel x86 de 32 bits (80386 i posteriors). En comparació amb el Windows 3.x de 16 bits, el suport dels controladors de Windows era una mica limitat, però la majoria de les màquines 386 i 486 podrien funcionar mínimament amb NT.

### MIPS
Windows NT també va donar suport al processador MIPS R4000, específicament els següents sistemes MIPS, Advanced RISC Computing (ARC).

### Alpha
Durant el cicle beta de NT, es va afegir suport per al processador DEC Alpha. Tanmateix, com que l'Alfa en si mateix no el va alliberar, els desenvolupadors de Microsoft no tenien accés a màquines Alpha fins poc abans d'enviar les còpies de NT. En conseqüència, NT no inclou Alfa inicialment amb suport de caixa: els primers paquets de NT enviats inclouen un cupó per rebre en un CD NT 3.1 amb el suport d'Alpha.

## Edicions
- Windows NT Advanced Server
- Windows NT

## Xarxa
NT 3.1 inclou suport per a tres protocols de xarxa: NBF (utilitzant l'API de NetBEUI), TCP/IP i DLC.

### NetBIOS Frames protocol
Al moment de l'alliberament de NT, el protocol NetBIOS Frames (NBF) és el més comú dels protocols de xarxa a Microsoft LAN Manager/LAN Server d'IBM. A NT 3.1, és l'únic protocol amb suport per a la creació de xarxes amb xarxes de llegat LAN Manager, així com altres sistemes NT. La utilització de NBF, NT podria participar en la compartició d'arxius/impressores, i NT Advanced Server podria actuar com un controlador de domini (DC fins i tot compartint tasques amb servidors OS/2 LAN Manager).

### TCP/IP
Windows NT 3.1 és el primer sistema operatiu de Windows que inclou el suport TCP/IP com a estàndard. La pila TCP/IP utilitzada va ser SpiderTCP, desenvolupada per l'aranya de Sistemes. Aquest va ser substituït a NT 3.5 amb una nova pila desenvolupat a casa.
La pila TCP/IP inclou suport per a Winsock i STREAMS, però no va comptar amb el suport per a la creació de xarxes entre Microsoft NT LAN Manager o altres sistemes. A més, DHCP no estava disponible, per la qual cosa les adreces IP s'havien de configurar manualment. El suport per a NBT, DHCP i WINS es va afegir a NT 3.5.

### Data Link Control
El control d'enllaç de dades (DLC) va estar suportat com un protocol de transport per tal de comunicar-se amb les impressores de xarxa, com els que utilitzen una interfície de HP JetDirect. També podia ser utilitzat per Microsoft SNA Server per a la comunicació amb els sistemes mainframe d'IBM.